# Phycotettix paryphanta
Phycotettix paryphanta är en insektsart som beskrevs av Lethierry 1878. Phycotettix paryphanta ingår i släktet Phycotettix och familjen dvärgstritar. Inga underarter finns listade i Catalogue of Life.